# Internet Watch Foundation і Вікіпедія
Internet Watch Foundation і Вікіпедія (англ. Internet Watch Foundation and Wikipedia) — інцидент, що стався 5 грудня 2008 року, коли Британська організація Internet Watch Foundation, що займається наглядом за вмістом Інтернету, заблокувала англійську версію статті про музичний альбом Virgin Killer через наведену на сторінці обкладинку альбому, на якій була сфотографована оголена неповнолітня дівчина.

## Virgin Killer
Обкладинка альбому Virgin Killer німецької групи Scorpions викликала нарікання відразу після релізу. Багато слухачів визнали неприйнятною фотографію неповнолітньої в оголеному вигляді, нехай і з прикритими ефектом розбитого скла статевими органами. Оскільки компанія RCA відмовилася просувати альбом у США, Scorpions довелося поміняти обкладинку. На новому варіанті, використаному в декількох країнах, була наведена фотографія групи. Virgin Killer не став єдиним альбомом Scorpions, які викликали суперечки в суспільстві. Критики також зазнали обкладинки Lovedrive і Taken by Force.

## Блокування

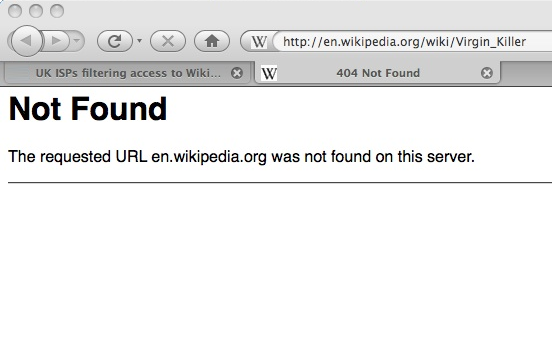
Результат запиту «Virgin Killer»

5 грудня 2008 Internet Watch Foundation додала статтю про альбом і сторінку опису зображення до свого чорного списку, після чого вміст сторінок став недоступним користувачам багатьох британських інтернет-провайдерів (таких як BT Group, Vodafone, Virgin Media, Tesco). Сара Робертсон, директор Internet Watch Foundation, заявила, що зображення було класифіковано як «найменш образливе», але, тим не менше, воно є «потенційно неприпустимим непристойним зображенням дитини молодше вісімнадцяти».
Internet Watch Foundation написала, що вперше їм було повідомлено про наявність неприпустимого контенту в Вікіпедії 4 грудня 2008 року. Цьому передувала спроба цензури з боку вебсайту WorldNetDaily, який у травні 2008 подавав заявку про зміст сторінки «Virgin Killer» у Федеральне бюро розслідувань. Представник християнського товариства «Стурбовані жінки Америки» (англ. Concerned Women for America) прокоментував цей інцидент, заявивши, що «дозволяючи цьому зображенню залишатися доступним, Вікіпедія сприяє культивуванню збочень і педофілії». Згодом журнал EContent опублікував інформацію про те, що в ході обговорення видалення обкладинки Virgin Killer учасники Вікіпедії прийшли до консенсусу про залишення файлу.
Під час інциденту на сайті Amazon.com на сторінці про альбом також було розміщено обкладинку, через що Internet Watch Foundation написала про можливість додавання сайту до списку заборонених. Однак Amazon.com вирішив видалити зображення.

9 грудня 2008 року блокування було знято з таким коментарем: 

«Зображення потенційно порушує Закон про захист дітей 1978 року. Однак рада Internet Watch Foundation сьогодні (9 грудня 2008) розглянула ці результати і контекстні проблеми, порушені в даному конкретному випадку, і, оскільки зображення існувало протягом довгого часу і було широко доступним, вирішено видалити сторінку з нашого списку»

## Реакція Фонду Вікімедіа
7 грудня 2008 року Фонд Вікімедіа, некомерційна організація, яка підтримує Англійську Вікіпедію, випустив прес-реліз про поміщення їхнього сайту в чорний список Internet Watch Foundation. У ньому Фонд Вікімедіа написав, що «немає причин вірити, що стаття або зображення, що містяться в статті, можуть бути нелегальними в будь-якої юрисдикції десь у світі», а також зазначив, що заблокована була не тільки фотографія, а й сама стаття. 9 грудня Джиммі Вейлз, засновник Вікіпедії і голова Фонду Вікімедіа, сказав Channel 4 News, що коротко розглянув судовий позов. Після того, як блокування було знято, Майкл Годвін, юридичний консультант Фонду Вікімедіа, заявив, що його турбує чорний список Internet Watch Foundation.

## Наслідки
Інцидент викликав резонанс у деяких країнах світу як приклад випадку Інтернет-цензури. В Австралії заступник голови некомерційної організації Electronic Frontiers Australia Колін Джакобс сказав, що «інцидент у Великій Британії, коли фактично вся країна була нездатна відредагувати Вікіпедію, тому що Internet Watch Foundation помістила в чорний список єдине зображення на сайті, проілюстрував пастки примусової фільтрації інтернет-провайдерами». Австралійська газета The Sydney Morning Herald прокоментувала, що «як не дивно, заборона на зображення тільки зробила його видимим більшій кількості людей, оскільки новинні сайти оприлюднюють проблему і поширюють зображення по різних сайтах».
Electronic Frontier Foundation, некомерційна правозахисна організація США, розкритикувала дії Internet Watch Foundation. Уряд Франції назвав випадок «прикладом нерозбірливої фільтрації». Незважаючи на це, згодом Internet Watch Foundation написала, що продовжує вважати зображення дитячою порнографією і стверджує, що сайт був би блокований, якби він перебував на британському сервері.
Після спроби блокування сторінки спрацював так званий «ефект Стрейзанд». Рівень її популярності помітно підвищився, з 7 по 11 грудня 2008 року статтю переглянули понад 1 мільйон разів.